# Forpus modestus
Forpus modestus — вид птиц из семейства попугаевых. Выделяют два подвида, номинативный и F. m. sclateri. В неволе представителей вида содержат редко.

## Распространение
Обитают в Южной Америке: в лесах Амазонии, предгорьях Анд и на острове Маражо.

## Описание
Длина тела 12—12.5 см, вес 30—35 г. Тело окрашено в основном в тёмно-зелёный цвет, переходящий в жёлто-зелёный. Глаза тёмно-коричневые, ноги тёмно-серые. У самцов номинативного подвида синие отметины, отсутствующие у самок, перемежаются зелёными перьями.
Представители подвида F. m. sclateri окрашены бледнее представителей номинативного.

## Биология
Эти птицы очень социальны. Размножаются в июле. Размер кладки неизвестен, но яйца небольшие, белые и почти сферические. Гнездятся в полостях деревьев и подобных местах. Рацион на 10 % состоит из семян, бутонов и цветов и на 90 % из ягод и фруктов. От случая к случаю они едят и траву. Этих попугаев также наблюдали употребляющими в пищу глину в качестве основного источника минералов.

## Охранный статус
МСОП присвоил виду охранный статус LC.